# Andrzej Szlachta
Andrzej Szlachta (Rzeszów; 19 de Janeiro de 1947 — ) é um político da Polónia. Ele foi eleito para a Sejm em 25 de Setembro de 2005 com 13824 votos em 23 no distrito de Rzeszów, candidato pelas listas do partido Prawo i Sprawiedliwość.